# Egyházasharaszti
Egyházasharaszti is een plaats (község) en gemeente in het Hongaarse comitaat Baranya. Egyházasharaszti telt 336 inwoners (2001).